# Ain't No Big Deal
Ain't No Big Deal skulle egentligen funnits med på Madonna men så blev det inte. Istället fick låten vara med som b-sida på singlarna Papa Don't Preach (Europa) och True Blue (USA). Låten användes också som Demo när Madonna sökte skivkontrakt med några andra låtar. 1998 så kom skivan In The Beginning eller Pre-Madonna som den hette i USA. Där fanns några tidiga demos och då två versioner av Ain't no big deal.

## Versioner
- Album Version  (4:12 min): Finns på singeln Papa Don't Preach och EP:n Dress You Up (Japan) samt True Blue singeln.
- 1981 Demo (6:39 min): Finns på In The Beginning / Pre-Madonna
- 1997 Remix Edit (4:00 min): Finns på In The Beginning / Pre-Madonna. Nytt, lite popigare, sound har lagts till i bakgrunden till demon från 1981.
- 1997 Extended Remix (6:49 min): Finns på Pre-Madonna. En förlängd version av 1997 Remix Edit.